# Первомайский (Конышёвский район)
Первомайский — хутор в Конышёвском районе Курской области России. Входит в состав Наумовского сельсовета.

## География
Хутор находится на реке Свапа (правый приток Сейма), в 43 км от российско-украинской границы, в 83 км к северо-западу от Курска, в 21 км к северо-западу от районного центра — посёлка городского типа Конышёвка, в 10 км от центра сельсовета — села Наумовка.
Климат
Первомайский, как и весь район, расположен в поясе умеренно континентального климата с тёплым летом и относительно тёплой зимой (Dfb в классификации Кёппена).
Часовой пояс
Хутор Первомайский, как и вся Курская область, находится в часовой зоне МСК (московское время). Смещение применяемого времени относительно UTC составляет +3:00.

## Население
| 2002 | 2010 |
| ---- | ---- |
| 29   | ↘14  |

## Инфраструктура
Личное подсобное хозяйство. В хуторе 31 дом.

## Транспорт
Первомайский находится в 36 км от автодороги федерального значения М3 «Украина» (Москва — Калуга — Брянск — граница с Украиной), в 58 км от автодороги М2 «Крым» (Москва — Тула — Орёл — Курск — Белгород — граница с Украиной), в 20,5 км от автодороги А142 (Тросна — М-3 «Украина»), в 18 км от автодороги регионального значения 38К-038 (Фатеж — Дмитриев), в 21 км от автодороги 38К-005 (Конышёвка — Жигаево — 38К-038), в 4,5 км от автодороги 38К-003 (Дмитриев — Берёза — Меньшиково — Хомутовка), на автодорогe межмуниципального значения 38Н-462 (Макаро-Петровское — Первомайский), в 12 км от ближайшего ж/д остановочного пункта 536 км (линия Навля — Льгов I).
В 178 км от аэропорта имени В. Г. Шухова (недалеко от Белгорода).